# Peperomia linearifolia
Peperomia linearifolia är en pepparväxtart som beskrevs av C. Dc.. Peperomia linearifolia ingår i släktet peperomior, och familjen pepparväxter. Inga underarter finns listade i Catalogue of Life.